# Großweikersdorf
Großweikersdorf ist eine Marktgemeinde im Bezirk Tulln in Niederösterreich. Der Ort liegt im westlichen Weinviertel etwa 10 km nördlich der Donau und hat 3366 Einwohner (Stand 1. Jänner 2025).

## Geografie
Großweikersdorf liegt im südlichen Weinviertel am Ausgang des Tals der Schmida in das Tullnerfeld in Niederösterreich. Die Talsenke liegt rund 200 Meter über dem Meer, nach Osten und Nordwesten steigt das Land zu bewaldeten Höhen von 350 Meter an. Die Fläche der Marktgemeinde umfasst 43 Quadratkilometer, etwa siebzig Prozent sind landwirtschaftliche Nutzfläche und je neun Prozent sind Weingärten und Wald.

### Gemeindegliederung
Das Gemeindegebiet umfasst folgende sieben Ortschaften (in Klammern Einwohnerzahl Stand 1. Jänner 2025):
- Ameistal (157)
- Baumgarten am Wagram (201)
- Großweikersdorf (1950)
- Großwiesendorf (255)
- Kleinwiesendorf (252)
- Ruppersthal (404)
- Tiefenthal (147)

Die Gemeinde besteht aus den Katastralgemeinden Ameisthal, Baumgarten am Wagram, Großweikersdorf, Großwiesendorf, Kleinwiesendorf, Ruppersthal und Tiefenthal.

### Nachbargemeinden
| Großriedenthal | Heldenberg (HL)                             | Hollabrunn (HL)  |
| Kirchberg      | Kompassrose, die auf Nachbargemeinden zeigt | Rußbach (KO)     |
|                | Königsbrunn                                 | Stetteldorf (KO) |

## Geschichte
Bei Ruppersthal und in Großweikersdorf wurden Reste von Mammutjägern gefunden. Das zeigt, dass die Gegend schon in der Jungsteinzeit besiedelt war. In der Fundstelle „Hausberg“ wurden Belege für einen frühen Ackerbau in der Bronzezeit freigelegt. Aus der Hallstattzeit stammt ein Metalldepot aus der Fundstelle „Lagerhaus“.
Die älteste urkundliche Erwähnung betrifft Wiesendorf. In der Zeit von 1108 bis 1121 schenkte Megingoz von Grie dem Stift Göttweig einen Hof ad Wisidorf. In einer Eintragung für die Jahre 1125 bis 1136 beglaubigen die Zeugen Sigifrid et Hugo de Witigeisdorf die Schenkung des Gutes Tiufintal (Tiefenthal) durch Perhard von Grabern. Dass in dieser Zeit bereits Weinbau betrieben wurde belegt die Schenkung vinea in Wisendorf (ein Weingarten in Wiesendorf) in den Jahren 1157 bis 1163.
Bereits im Jahr 1226 wird ein Pfarrer für die landesfürstliche Pfarre Weittingisdorf genannt. Für 1277 sind ein Landgericht und ein Marktgericht in Weikersdorf belegt. In der Mitte des 14. Jahrhunderts wird eine vest zu Weichartsdorf erwähnt.
Im Jahr 1495 verkauft Maximilian I. den Markt und das Landgericht an Heinrich Püschenk, den Graf von Hardegg. Mit Hans Turzo (1587) und Friedrich Saurau (1604) ließen sich zwei der Adeligen von Grafenegg in der Pfarrkirche Weikersdorf begraben. In der Mitte des 16. Jahrhunderts war Weikersdorf ein Zentrum des Protestantismus. Mit der Gegenreformation unter Ferdinand II. gelangte der Besitz der Grafenegger und damit auch Weikersdorf in die Hände der katholischen Grafen Verdenberg. Ihnen folgten 1698 die Grafen Enkevoirth.
Einen wirtschaftlichen Aufschwung brachte der Bau der Kaiserstraße (oder Böhmische Straße) von Wien nach Prag in den Jahren 1711–1714, die durch Weikersdorf führt. Es entstanden zwei große Einkehrwirtshäuser und 1772 wurde eine Poststation eingerichtet.
Bei einem Großbrand 1727 wurde auch die Kirche beschädigt. Für den Bau der neuen Pfarrkirche wurden 1733 Joseph Emanuel Fischer von Erlach und Johann Martinelli beauftragt.
Im Jahr 1835 wird der Markt mit 111 Häusern und 171 Familien beschrieben. An Haustieren gab es 72 Pferde, 173 Kühe, 179 Schafe und 80 Schweine. Neben der Viehzucht bauten die Bauern auch Getreide und Wein an, dieser wurde bis Wien geliefert. Die Bedeutung des Ortes zeigt die Anwesenheit von 35 Gewerbebetrieben. Mit der Aufhebung der Grundherrschaft entstand 1849/50 die Gemeinde Weikersdorf. Bis 1891 gehörten auch Ameisthal und Baumgarten am Wagram zu Weikersdorf.
Eine weitere Verbesserung der Infrastruktur erfolgte mit der Eröffnung der Kaiser-Franz-Josephs-Bahn im Jahr 1870.
Im Jahr 1921 schloss sich Tiefenthal der Gemeinde an. Die Gemeinde in der heutigen Form wurde nach der Machtübernahme der Nationalsozialisten 1941 geschaffen, 1945 jedoch wieder aufgelöst. Von 1967 bis 1970 schlossen sich nach und nach die Gemeinden wieder zur heutigen Marktgemeinde zusammen.

### Einwohnerentwicklung
Nach dem Ergebnis der Volkszählung 2001 gab es 2786 Einwohner. 1991 hatte die Marktgemeinde 2653 Einwohner, 1981 2555 und im Jahr 1971 2627 Einwohner.
| Großweikersdorf: Einwohnerzahlen von 1869 bis 2025  | Großweikersdorf: Einwohnerzahlen von 1869 bis 2025 | Großweikersdorf: Einwohnerzahlen von 1869 bis 2025 | Großweikersdorf: Einwohnerzahlen von 1869 bis 2025 | Großweikersdorf: Einwohnerzahlen von 1869 bis 2025 |
| --------------------------------------------------- | -------------------------------------------------- | -------------------------------------------------- | -------------------------------------------------- | -------------------------------------------------- |
| Jahr                                                |                                                    |                                                    |                                                    | Einwohner                                          |
| 1869                                                | 1869                                               |                                                    | 2.759                                              | 2.759                                              |
| 1880                                                | 1880                                               |                                                    | 2.884                                              | 2.884                                              |
| 1890                                                | 1890                                               |                                                    | 3.015                                              | 3.015                                              |
| 1900                                                | 1900                                               |                                                    | 3.169                                              | 3.169                                              |
| 1910                                                | 1910                                               |                                                    | 3.342                                              | 3.342                                              |
| 1923                                                | 1923                                               |                                                    | 3.074                                              | 3.074                                              |
| 1934                                                | 1934                                               |                                                    | 3.045                                              | 3.045                                              |
| 1939                                                | 1939                                               |                                                    | 2.984                                              | 2.984                                              |
| 1951                                                | 1951                                               |                                                    | 3.020                                              | 3.020                                              |
| 1961                                                | 1961                                               |                                                    | 2.755                                              | 2.755                                              |
| 1971                                                | 1971                                               |                                                    | 2.627                                              | 2.627                                              |
| 1981                                                | 1981                                               |                                                    | 2.555                                              | 2.555                                              |
| 1991                                                | 1991                                               |                                                    | 2.653                                              | 2.653                                              |
| 2001                                                | 2001                                               |                                                    | 2.786                                              | 2.786                                              |
| 2011                                                | 2011                                               |                                                    | 3.045                                              | 3.045                                              |
| 2021                                                | 2021                                               |                                                    | 3.323                                              | 3.323                                              |
| 2025                                                | 2025                                               |                                                    | 3.366                                              | 3.366                                              |
| Quelle(n): Statistik Austria, Gebietsstand 1.1.2021 |                                                    |                                                    |                                                    |                                                    |

## Kultur und Sehenswürdigkeiten

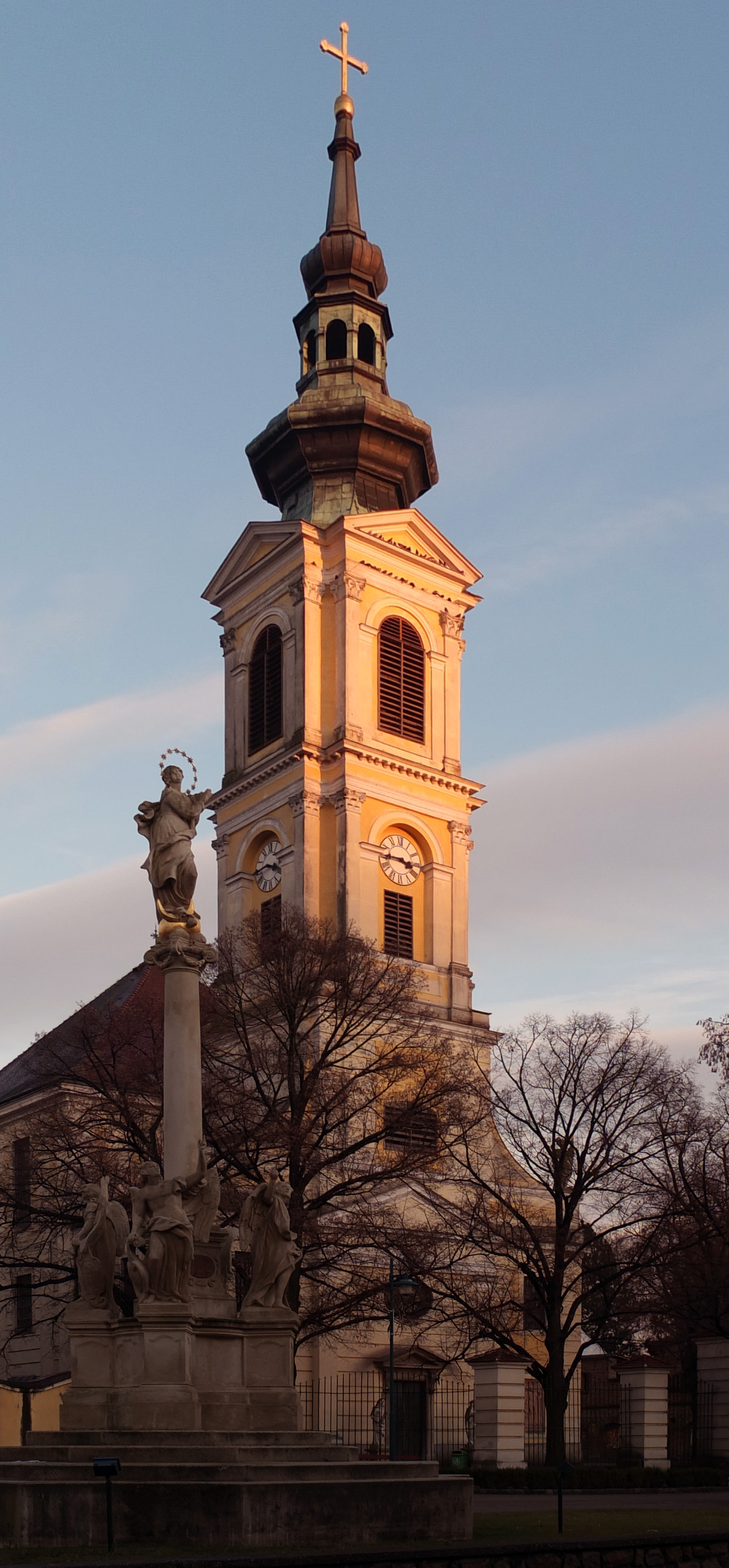
Hauptplatz: Fischer-von-Erlach-Kirche und Mariensäule.

- Pfarrkirche Großweikersdorf: Die Pfarrkirche wurde im 18. Jahrhundert im Stil des Frühklassizismus erbaut. Aus dieser Zeit stammen auch ein schmiedeeisernes Gittertor, die spätbarocke Kanzel und der Taufstein. Der Kirchturm wurde rund 100 Jahre später in neo-barockem Stil fertiggestellt.  Eine Gedenktafel zeigt das Relief des römisch-katholischen Priesters Heinrich Maier (1908–1945).
- Pfarrhof Großweikersdorf: Der 1727 nach einem Brand wiedererrichtete Pfarrhof hat im Hof einen schlichten Schüttkasten und eine Taubenkobel.
- Pleyel-Museum: Das Pleyel-Museum wurde 1998 eröffnet und widmet sich dem Leben und Wirken des Komponisten der Wiener Klassik, Klavierfabrikanten, Musikers, Dirigenten und Verlegers Ignaz Josef Pleyel (1757–1831). Es finden auch regelmäßig Konzerte statt.
- Katholische Pfarrkirche Ruppersthal hl. Ägidius

## Wirtschaft und Infrastruktur

### Wirtschaftssektoren
Von den 104 landwirtschaftlichen Betrieben des Jahres 2010 wurden 57 im Haupterwerb geführt. Diese bewirtschafteten drei Viertel der Flächen. Von den 146 Erwerbstätigen des Produktionssektors waren 81 mit der Herstellung von Waren und 60 im Baugewerbe beschäftigt. Die größten Arbeitgeber im Dienstleistungssektor waren die Bereiche soziale und öffentliche Dienste sowie der Handel (Stand 2011).
| Wirtschaftssektor            | Anzahl Betriebe | Anzahl Betriebe | Erwerbstätige | Erwerbstätige |
| Wirtschaftssektor            | 2011            | 2001            | 2011          | 2001          |
| ---------------------------- | --------------- | --------------- | ------------- | ------------- |
| Land- und Forstwirtschaft 1) | 104             | 167             | 109           | 114           |
| Produktion                   | 23              | 19              | 146           | 142           |
| Dienstleistung               | 148             | 73              | 363           | 312           |

1) Betriebe mit Fläche in den Jahren 2010 und 1999

### Arbeitsmarkt, Pendeln
Von den rund 1500 Erwerbstätigen, die 2011 in Großweikersdorf lebten, arbeiteten 250 in der Gemeinde, drei Viertel pendelten aus.

### Verkehr

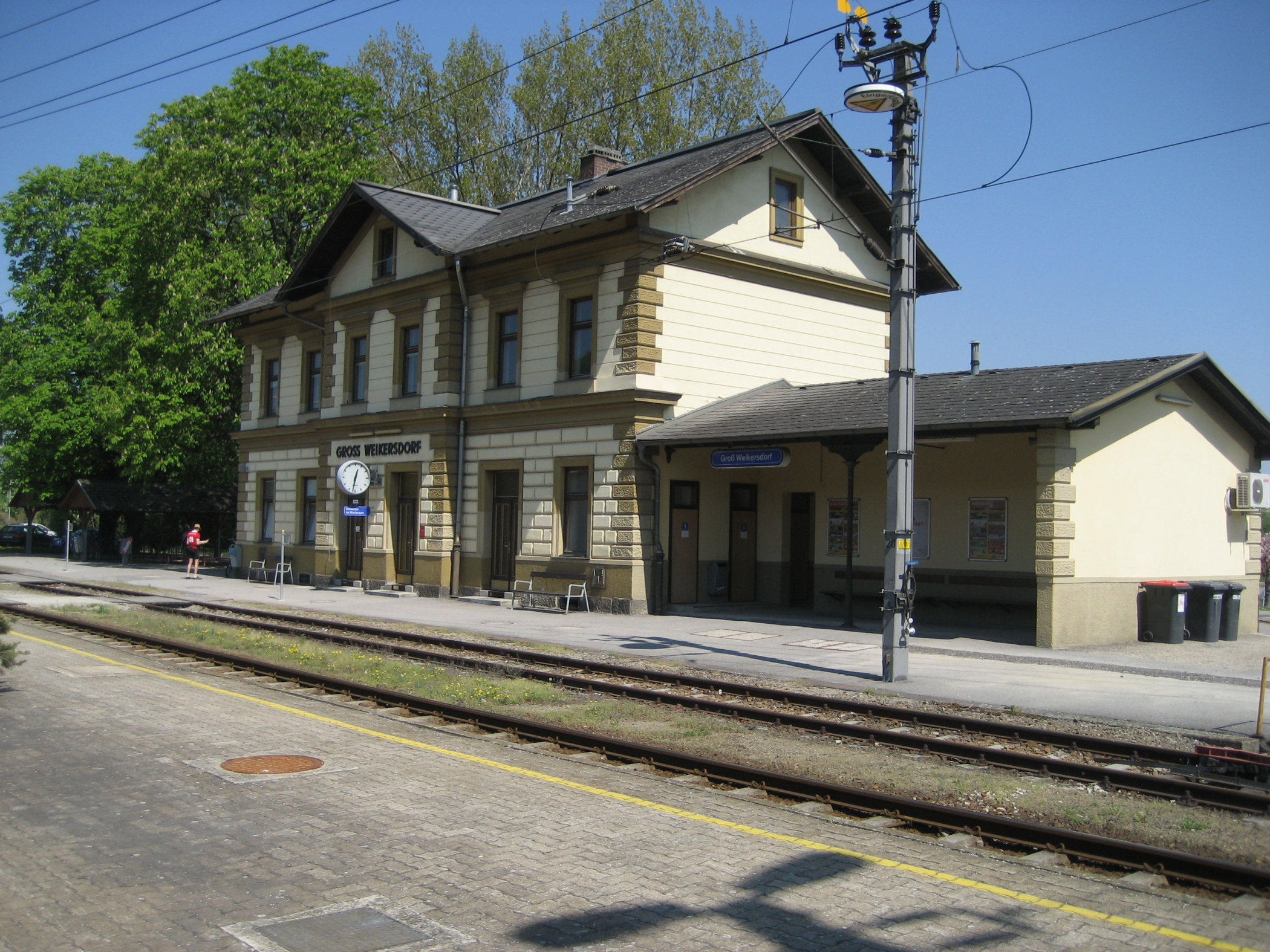
Bahnhof Großweikersdorf

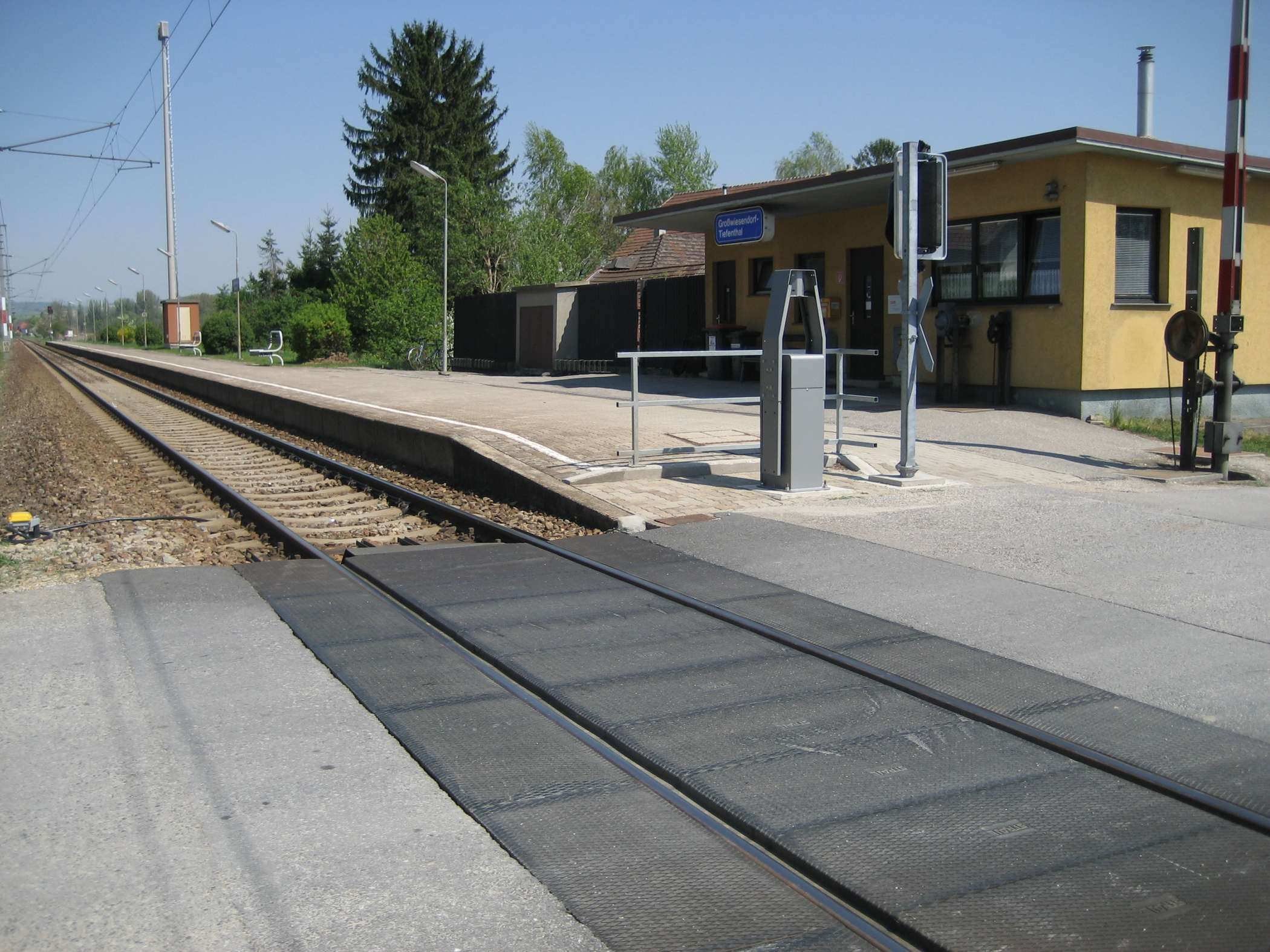
Die bis Dezember 2015 bestehende Haltestelle in Tiefenthal.

- Bahn: Der Gemeindekern Großweikersdorf besitzt einen Bahnhof an der Franz-Josefs-Bahn, die Ortschaften Großwiesendorf und Tiefenthal haben sich bis Dezember 2015 eine Haltestelle geteilt, ehe sie aufgelassen wurde.
- Straße: Der Hauptort Großweikersdorf liegt sowohl an der Horner Straße B4, über die nach 18 km die Donauuferautobahn A22 nach Wien und die Stockerauer Schnellstraße S5 nach Krems zu erreichen sind.

## Öffentliche Einrichtungen
In der Gemeinde gibt es zwei Kindergärten, eine Volksschule und eine Mittelschule.

## Politik

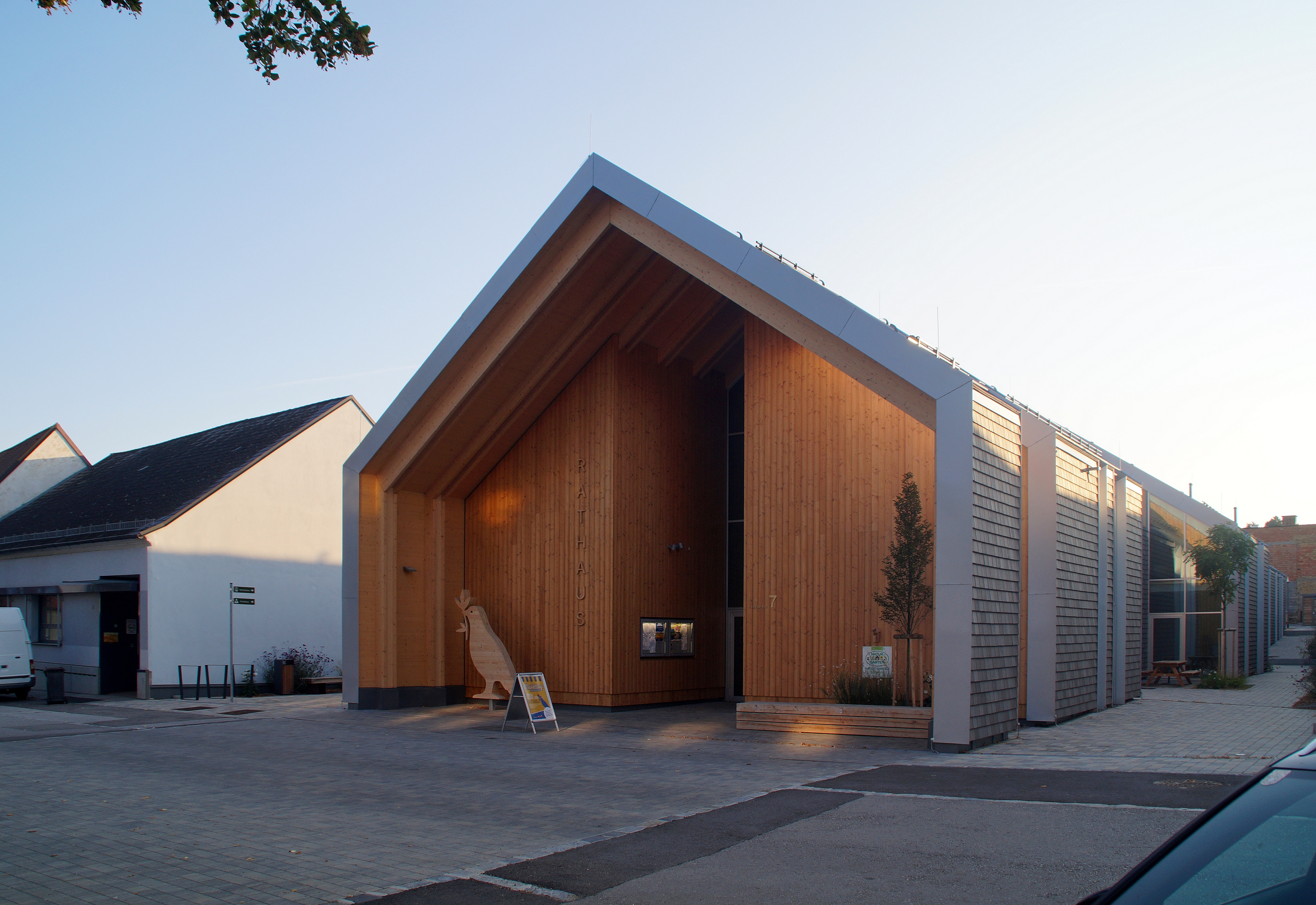
Gemeindezentrum mit neuem Rathaus, das am 3. Oktober 2021 eröffnet wurde

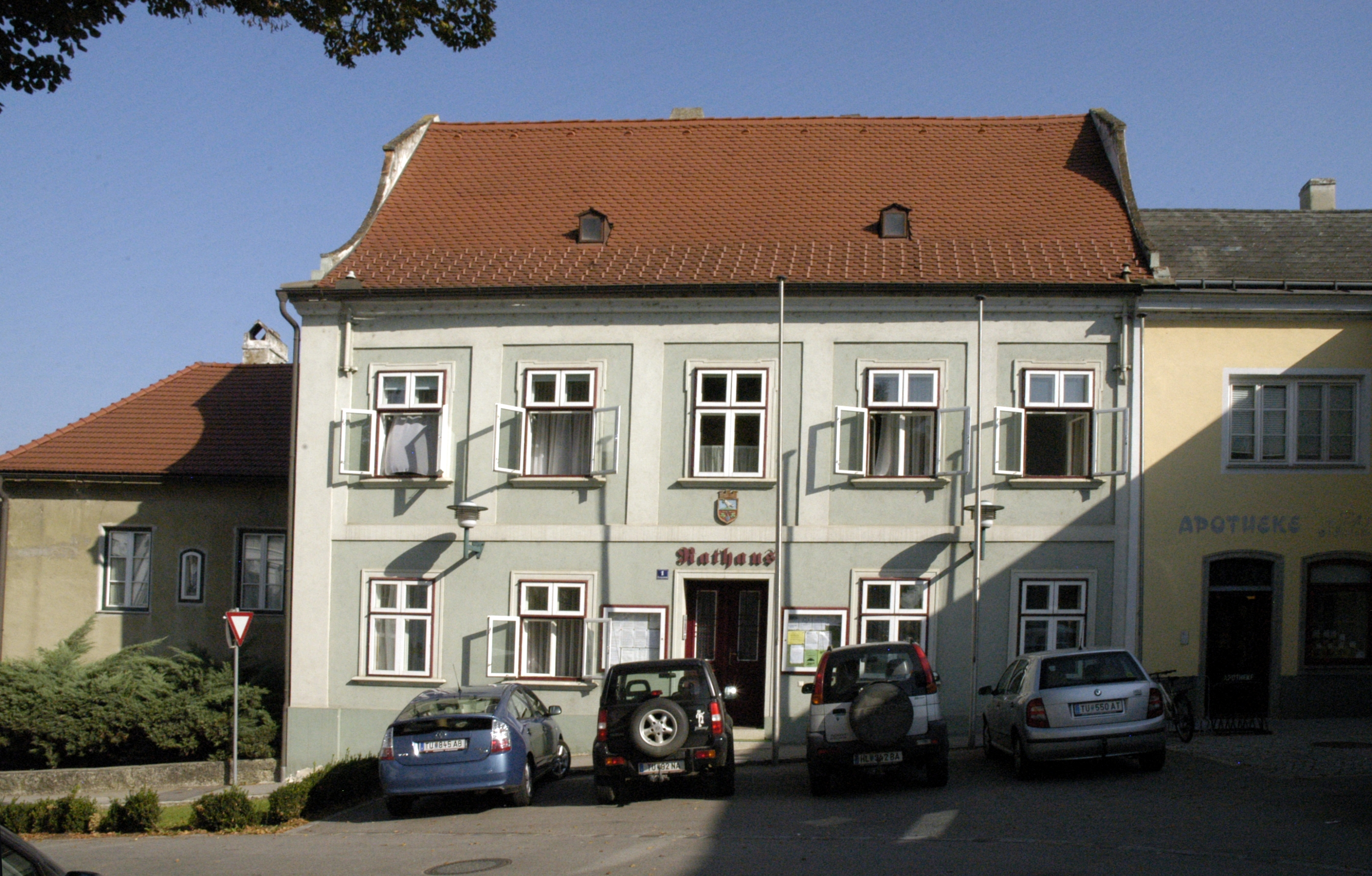
Ehemaliges Gemeindeamt am Hauptplatz

### Gemeinderat
| Der Gemeinderat hat 23 Mitglieder. - Mit den Gemeinderatswahlen in Niederösterreich 1990 hatte der Gemeinderat folgende Verteilung: 11 ÖVP, 6 FPÖ und 4 SPÖ. (21 Mitglieder) - Mit den Gemeinderatswahlen in Niederösterreich 1995 hatte der Gemeinderat folgende Verteilung: 13 ÖVP, 5 FPÖ und 3 SPÖ. - Mit den Gemeinderatswahlen in Niederösterreich 2000 hatte der Gemeinderat folgende Verteilung: 12 ÖVP, 5 SPÖ und 4 FPÖ. - Mit den Gemeinderatswahlen in Niederösterreich 2005 hatte der Gemeinderat folgende Verteilung: 12 ÖVP, 6 SPÖ und 3 FPÖ. - Mit den Gemeinderatswahlen in Niederösterreich 2010 hatte der Gemeinderat folgende Verteilung: 11 ÖVP, 6 FPÖ und 4 SPÖ. (21 Mitglieder) - Mit den Gemeinderatswahlen in Niederösterreich 2015 hatte der Gemeinderat folgende Verteilung: 13 ÖVP, 5 FPÖ und 5 SPÖ. - Mit den Gemeinderatswahlen in Niederösterreich 2020 hat der Gemeinderat folgende Verteilung: 13 ÖVP, 6 SPÖ und 4 FPÖ. - Mit den Gemeinderatswahlen in Niederösterreich 2025 hat der Gemeinderat folgende Verteilung: 12 ÖVP, 6 FPÖ und 5 SPÖ. | Die zur Anzeige dieser Grafik verwendete Erweiterung wurde dauerhaft deaktiviert. Wir arbeiten aktuell daran, diese und weitere betroffene Grafiken auf ein neues Format umzustellen. (Mehr dazu) |

### Bürgermeister
Bürgermeister seit 1850 waren:
- 1850–1854 Franz Rupp
- 1854–1866 Josef Angerer
- 1866–1888 Josef Hintermayer
- 1888–1894 Josef Streicher
- 1894–1907 Karl List
- 1908–1919 Josef Stift
- 1920–1924 Anton Gregsamer
- 1924–1935 Michael Kitzler
- 1935–1938 Karl List
- 1938–1945 Anton Heu
- 1945–1946 Karl List
- 1946–1953 Josef Haschka
- 1953–1955 Kamille Dietrich
- 1955–1960 Josef Bauer
- 1960–1976 Franz Schlegelhofer
- 1976–1990 Franz Wichtl
- 1990–1998 Josef Erber
- 1998–2009 Franz Otto (ÖVP)
- 2009–2014 Leopold Spielauer (ÖVP)
- seit 2014 Alois Zetsch (ÖVP)

### Wappen
Der Gemeinde wurde 1636 das Wappen in der heutigen Form von Kaiser Ferdinand II. verliehen.

## Persönlichkeiten

### Söhne und Töchter der Gemeinde
- Franz Leopold Graff (1719–1779), Komponist
- Ignaz Josef Pleyel (1757–1831), Komponist und Klavierfabrikant
- Josef Seßler (1763–1842), Gewerke und Industrieller
- Karl List (1854–1939), Politiker (CSP) und Wirtschaftsbesitzer
- Karel Hromádka (1887–1956), tschechischer Schachspieler
- Heinrich Maier (1908–1945), Priester und Widerstandskämpfer
- Josef Stauffer (1817–1894), Architekt und Ingenieur
- Erni Mangold (* 1927), Schauspielerin und Regisseurin
- Viola Falb (* 1980), Jazzmusikerin